# Mieczysław Krawicz
Mieczysław Krawicz (ur. 2 lutego 1892 w Warszawie, zm. 17 września 1944 tamże) – polski reżyser filmowy, scenograf, kierownik produkcji. Był jednym z najbardziej wszechstronnych twórców w okresie międzywojennym.

## Życiorys
Urodził się 1 stycznia 1893 w Warszawie, w katolickiej rodzinie Juliusza i Antoniny (1857–1941). Ukończył szkołę średnią i Wyższe Kursy Handlowe w Warszawie. Po powrocie do kraju ze studiów w Niemczech podjął współpracę z wytwórnią filmową „Sfinks”. Zajmował się początkowo sprawami biurowymi, później projektowaniem dekoracji filmowych, organizacją zdjęć i produkcją, kończąc na reżyserii. W 1926 wystąpił w roli Brochwicza w ekranizacji Trędowatej. W 1930 wraz ze Stanisławem Szebego oraz Zbigniewem Gniazdowskim założyli wytwórnię filmową „Blok”, w której początkowo pełnił rolę kierownika produkcji, a następnie reżysera. Od 1930 był wiceprezesem Związku Producentów Filmowych. Sekretarz generalny Naczelnej Rady Przemysłu Filmowego w Polsce.
W latach 30. współpracował z wieloma producentami i reżyserami żydowskiego pochodzenia, co wzbudziło plotki, jakoby sam Krawicz miał być Żydem. W październiku 1939 antysemicka jednodniówka "W natarciu" opublikowała te pogłoski jako fakt. Pomimo tego reżyserowi udało się podczas okupacji pokazać w kinach filmowane przed wojną filmy Sportowiec mimo woli i Ja tu rządzę. W okupowanej Warszawie Krawicz prowadził sklep filatelistyczny przy ul. Marszałkowskiej 114. Był podejrzewany o współpracę z Abwehrą i szpiegowany, jednak śledztwo w tej sprawie z 1951 wykazało, że Krawicz ukrywał w swoim mieszkaniu Stanisława Szebego, Żyda. Sugeruje się, że to dla odsunięcia podejrzeń o tę działalność reżyser miał utrzymywać poprawne stosunki z Niemcami.
Mieczysław Krawicz był szefem operatorów, którzy filmowali powstanie warszawskie. 13 września 1944 r. został ciężko ranny w głowę po wybuchu bomby, kiedy znajdował się na balkonie swojego mieszkania przy ul. Lwowskiej 8. Zmarł 4 dni później w szpitalu polowym na skutek odniesionych ran. Został pochowany w zbiorowej mogile powstańczej przy ul. Lwowskiej 13; po ekshumacji – na cmentarzu Powązkowskim (kwatera 304-6-13).
Mało wiadomo o jego życiu prywatnym - wiadomo, że był żonaty, ale według meldunków polskiego kontrwywiadu "żona odeszła od niego, gdy stwierdziła, że jest homoseksualistą”.

## Filmografia
- Grzeszna miłość (1929)
- Szlakiem hańby (1929)
- Księżna łowicka (1932)
- Ułani, ułani, chłopcy malowani (1932)
- Każdemu wolno kochać (1933)
- Szpieg w masce (1933)
- Śluby ułańskie (1934)
- Dwie Joasie (1935)
- Jadzia (1936)
- Jego wielka miłość (1936)
- Dyplomatyczna żona (1937)
- Niedorajda (1937)
- Skłamałam (1937)
- Moi rodzice rozwodzą się (1938)
- Paweł i Gaweł (1938)
- Robert i Bertrand (1938)
- O czym się nie mówi (1939)
- Moja mama to ja (1939, planowany)[6]
- Sportowiec mimo woli (1939–1940)
- Ja tu rządzę (1939–1941)
- Szczęście przychodzi, kiedy chce (1939) – film nieukończony